# Richard Ducros (saxophoniste)
Pour les articles homonymes, voir Richard Ducros et Ducros.
 (mars 2025).
Si vous disposez d'ouvrages ou d'articles de référence ou si vous connaissez des sites web de qualité traitant du thème abordé ici, merci de compléter l'article en donnant les références utiles à sa vérifiabilité et en les liant à la section « Notes et références ».
 (mars 2025).
La mise en forme du texte ne suit pas les recommandations de Wikipédia : il faut le « wikifier ».
Les points d'amélioration suivants sont les cas les plus fréquents. Le détail des points à revoir est peut-être précisé sur la page de discussion.
- Les titres sont pré-formatés par le logiciel. Ils ne sont ni en capitales, ni en gras.
- Le texte ne doit pas être écrit en capitales (les noms de famille non plus), ni en gras, ni en italique, ni en « petit »…
- Le gras n'est utilisé que pour surligner le titre de l'article dans l'introduction, une seule fois.
- L'italique est rarement utilisé : mots en langue étrangère, titres d'œuvres, noms de bateaux, etc.
- Les citations ne sont pas en italique mais en corps de texte normal. Elles sont entourées par des guillemets français : « et ».
- Les listes à puces sont à éviter, des paragraphes rédigés étant largement préférés. Les tableaux sont à réserver à la présentation de données structurées (résultats, etc.).
- Les appels de note de bas de page (petits chiffres en exposant, introduits par l'outil «  Source ») sont à placer entre la fin de phrase et le point final[comme ça].
- Les liens internes (vers d'autres articles de Wikipédia) sont à choisir avec parcimonie. Créez des liens vers des articles approfondissant le sujet. Les termes génériques sans rapport avec le sujet sont à éviter, ainsi que les répétitions de liens vers un même terme.
- Les liens externes sont à placer uniquement dans une section « Liens externes », à la fin de l'article. Ces liens sont à choisir avec parcimonie suivant les règles définies. Si un lien sert de source à l'article, son insertion dans le texte est à faire par les notes de bas de page.
- La présentation des références doit suivre les conventions bibliographiques. Il est recommandé d'utiliser les modèles {{Ouvrage}}, {{Chapitre}}, {{Article}}, {{Lien web}} et/ou {{Bibliographie}}. Le mode d'édition visuel peut mettre en forme automatiquement les références.
- Insérer une infobox (cadre d'informations à droite) n'est pas obligatoire pour parachever la mise en page.

Pour une aide détaillée, merci de consulter Aide:Wikification.
Si vous pensez que ces points ont été résolus, vous pouvez retirer ce bandeau et améliorer la mise en forme d'un autre article.
Richard Ducros est un saxophoniste français, né en 1974, reconnu pour ses interprétations contemporaines et ses collaborations avec des compositeurs de renom. Il est également un pédagogue influent dans le domaine de la musique.

## Biographie
Richard Ducros a étudié au Conservatoire National de Région de Bordeaux, où il a été formé par Jean-Marie Londeix en saxophone et Christian Lauba en analyse musicale. Il s'est ensuite distingué comme soliste dans divers festivals internationaux, tels que ceux de Royaumont et Musica. Il est également un membre actif de l'Ensemble 2E2M, où il collabore avec des compositeurs comme Philippe Hurel et Bernard Cavanna.

## Carrière
Ducros a joué en duo avec des musiciens de renom comme Claude Delangle et Michel Portal. Il est également reconnu pour sa participation à des créations contemporaines, notamment à Royaumont avec les Percussions de Strasbourg. Son approche artistique a été notamment influencée par l'œuvre de Christian Lauba.

## Discographie
Richard Ducros Plays Christian Lauba (2019)
Au Bonheur des Dames (2010)
Una Corda (2002) – Label : Accord – 472 370-2, Série : Una Corda, Format : CD, Album, Stereo, France
Christian Lauba: New York Concerto (2012) – Avec Richard Ducros au saxophone, Henri Demarquette au violoncelle, Jonas Vitaud au piano, dirigé par Daniel Klajner avec l'Orchestre symphonique de Mulhouse.
Hard (2010) – Un album de Christian Lauba avec des pièces interprétées par Richard Ducros.
Morphing (2000) – Un album sous le label Accord/Universal Music avec le Cuarteto Casals, Richard Ducros, Benjamin Kreith, et Ivo Janssen.